# Mawab, Davao de Oro

Bản đồ của Compostela Valley với vị trí của Mawab

Mawab là một đô thị hạng 4 ở tỉnh Compostela Valley, Philippines. Theo điều tra dân số năm 2000, đô thị này có dân số 32.003 người trong 6.694 hộ.

## Các đơn vị hành chính
Mawab được chia thành 11 barangay.
- Andili
- Bawani
- Concepcion
- Malinawon
- Nueva Visayas
- Nuevo Iloco
- Poblacion
- Salvacion
- Saosao
- Sawangan
- Tuboran